# Rincón del Pino
Rincón del Pino ist eine Ortschaft in Uruguay.

## Geographie
Rincón del Pino befindet sich auf dem Gebiet des Departamento San José in dessen Sektor 6. Ansiedlungen in der Nähe sind im Nordwesten Costas de Pereira und im Südosten Rafael Perazza und Mangrullo - Pueblo Leonico Rivero. In drei bis vier Kilometern nordwestlicher Entfernung fließt der Arroyo Luis Pereira, nördlich des Ortes führt dessen Nebenfluss Arroyo Sarandí vorbei.

## Infrastruktur
Durch den Ort führt die Ruta 1.

## Einwohner
Die Einwohnerzahl von Rincón del Pino beträgt 162 (Stand: 2011), davon 86 männliche und 76 weibliche. Für die vorhergehenden Volkszählungen der Jahre 1963 und 1975 sind beim Instituto Nacional de Estadística de Uruguay keine Daten erfasst worden.
| Jahr | Einwohner |
| ---- | --------- |
| 1963 | -         |
| 1975 | -         |
| 1985 | 159       |
| 1996 | 187       |
| 2004 | 174       |
| 2011 | 162       |

Quelle: Instituto Nacional de Estadística de Uruguay